# Trefonen
Trefonen är en by i Shropshire distrikt i Shropshire grevskap i England. Byn är belägen 27,6 km 
från Shrewsbury. Orten har 720 invånare (2016).